# Sergiu Celibidache

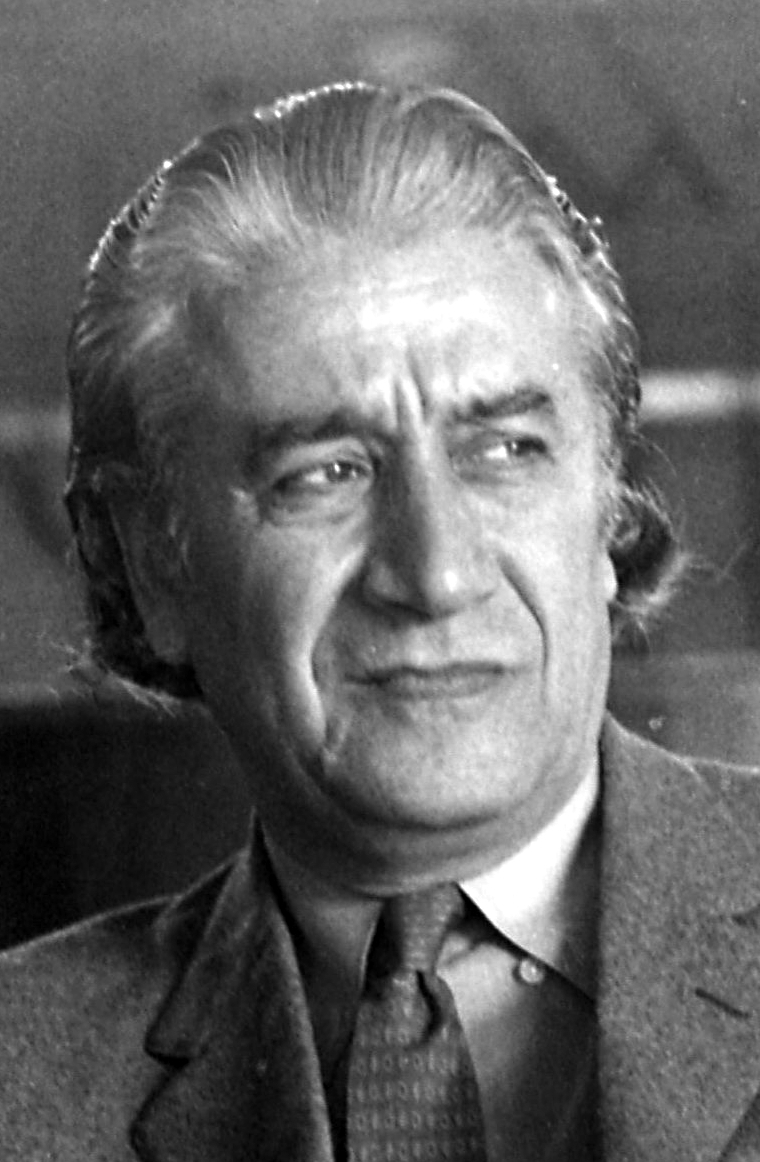
Sergiu Celibidache 1969 auf einer Konzertreise in Israel

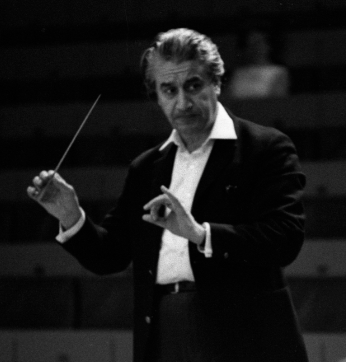
Celibidache 1966 in Schweden

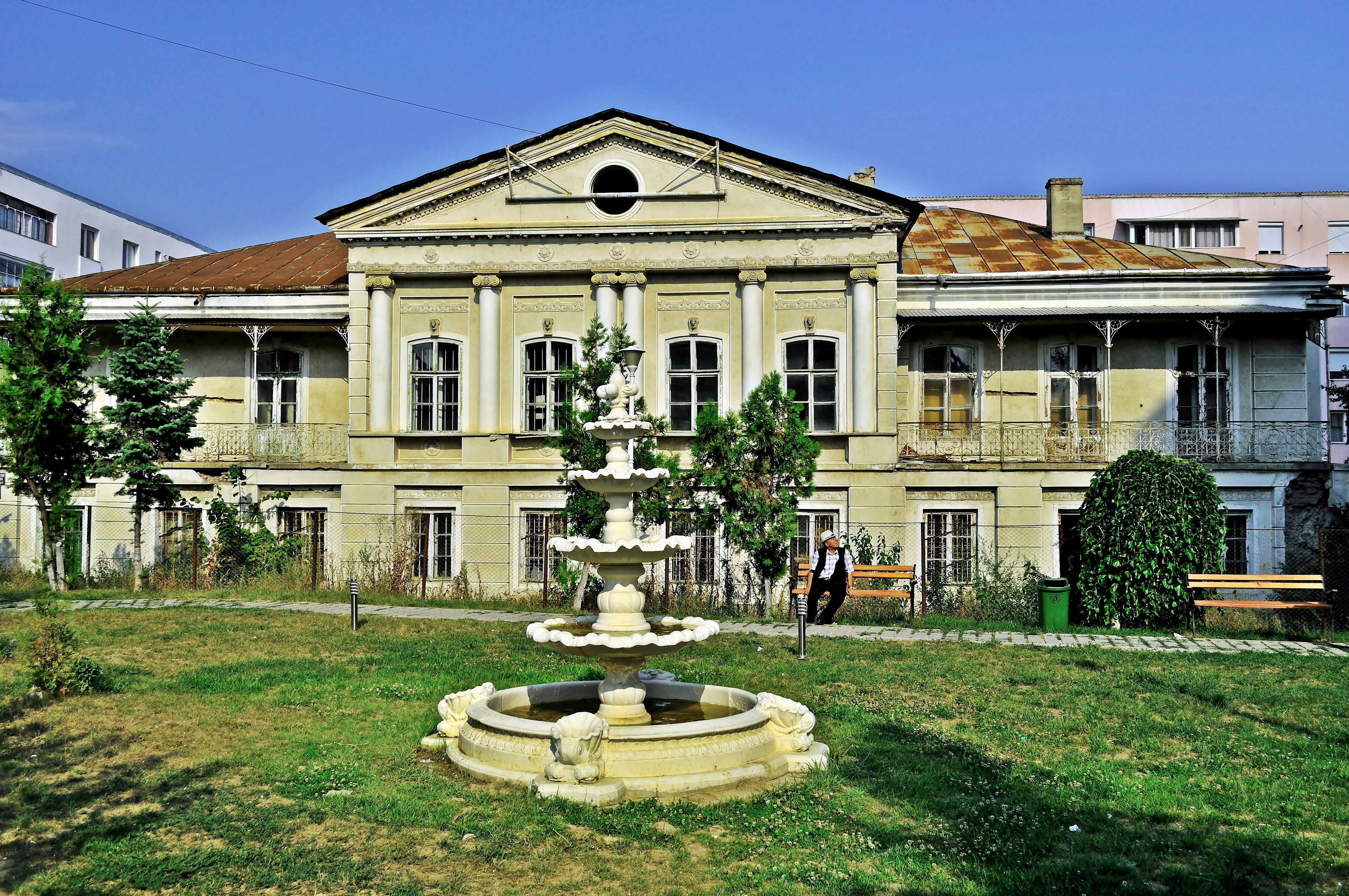
Geburtshaus Celibidaches

Sergiu Celibidache [ˈserdʒu tʃelibiˈdake] (eigentl. Sergiu Celebidachi; * 28. Junijul. / 11. Juli 1912greg. in Roman, Region Moldau, Rumänien; † 14. August 1996 in La Neuville-sur-Essonne bei Paris) war ein rumänischer Dirigent und Musiklehrer, der später die deutsche Staatsbürgerschaft annahm.

## Biographie

### Ausbildung und erstes Engagement
Sergiu Celibidache wurde als Sohn des Kavallerieoffiziers Demostene Celebidachi und seiner Frau Maria, geb. Brăteanu, einer Chemie-Lehrerin, in Roman geboren. Die Familie seines Vaters war griechischer Herkunft. Celibidaches Geburtsname lautete Celebidachi. Jedoch waren irrtümlicherweise von den deutschen Behörden zwei Buchstaben vertauscht worden, und er führte fortan den „falschen“ Namen sein Leben lang weiter.
Celibidache studierte zunächst in Bukarest, dann in Berlin Philosophie, Mathematik und Musik (Komposition bei Heinz Tiessen, Kontrapunkt bei Hugo Distler, Dirigieren bei Walter Gmeindl an der Staatlichen Hochschule für Musik Berlin und Philosophie bei Eduard Spranger), wo er schließlich eine Dissertation über Josquin Desprez vorlegte, aber kriegsbedingt nicht promoviert wurde.
Von 1945 bis 1952 leitete er als Nachfolger Wilhelm Furtwänglers ad interim die Berliner Philharmoniker. Die kroatische Pianistin Branka Musulin war zu jener Zeit eine der von ihm häufig engagierten Solistinnen. Als es um die offizielle Nachfolge des Chefdirigenten ging, entschieden sich die Berliner Philharmoniker für Herbert von Karajan. Es kam zum Bruch mit Celibidache. Erst nach 40 Jahren, am 31. März 1992, dirigierte er – auf bittende Einladung des damaligen Bundespräsidenten Richard von Weizsäcker – mit Anton Bruckners 7. Sinfonie wieder die Berliner Philharmoniker.

### Von Südamerika nach München
Nach seinem Bruch mit den Berliner Philharmonikern arbeitete Celibidache mit einer ganzen Reihe von Orchestern in Südamerika, in Stockholm, Kopenhagen, Italien und Paris. Von 1972 bis 1977 übernahm er die Leitung des Radio-Sinfonieorchesters Stuttgart. Von 1961 bis 1978 war er Chefdirigent (Musikdirektor) beim Orchestra Sinfonica Siciliana (Palermo); in dieser Zeit erwarb er in der Lokalität Quattrocchi auf der Insel Lipari ein steiles Hanggrundstück, auf dem er eine Kapelle und acht Häuser bauen ließ. Das größte, das Haupthaus „Lipari“, bewohnte er selbst. Nach 1978 kehrte er nie mehr dorthin zurück. Es gibt Spekulationen, dass die Mafia daran beteiligt war. Von 1979 bis zu seinem Tod war Celibidache Generalmusikdirektor der Münchner Philharmoniker, mit denen er international große Erfolge erzielte. In München eröffnete er 1985 den neuen Konzertsaal am Gasteig.

### Letzte Jahre
1984 gab Celibidache sein US-Debüt mit dem Studentenorchester des Curtis Institute Philadelphia in der Carnegie Hall in New York City. Doch im selben Jahr erkrankte er schwer, weshalb er eine Zeit lang seinen Konzertverpflichtungen in München nicht mehr nachkommen konnte.
Nach seiner Genesung füllte er den dortigen Dirigentenposten wieder ganz aus und entwickelte mit den Münchner Philharmonikern bis zu seinem Tod noch eine besonders rege Konzerttätigkeit, auch auf Auslandstourneen.
Celibidache starb in seiner alten Mühle in der Gemeinde La Neuville-sur-Essonne in der Nähe von Paris, wo er mit seiner Frau Ioana, einer rumänischen Malerin, lebte. Er ist auf dem kleinen Friedhof des Dorfes begraben. Er hinterließ einen Sohn, Serge Ioan Celebidachi (* 1968).

## Interpretationen

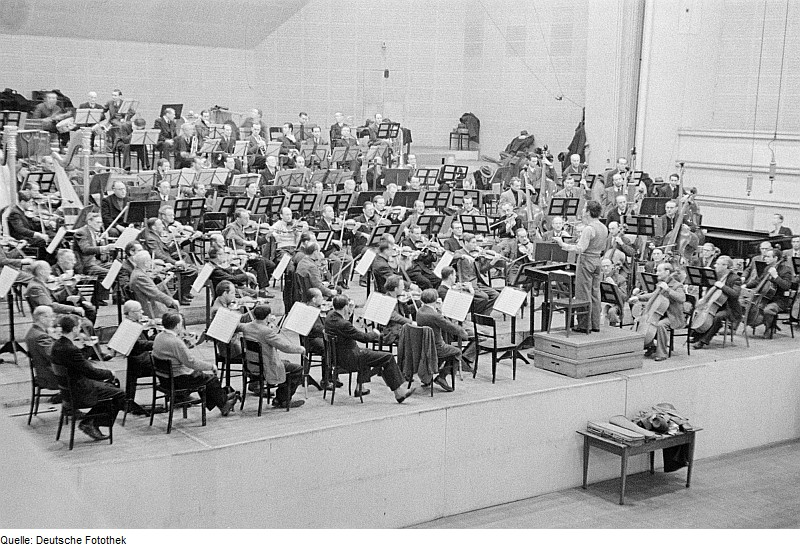
Sergiu Celibidache als Dirigent der Berliner Philharmoniker 1946

Anders als Herbert von Karajan lehnte er die Musikvermarktung per Schallplatte oder CD ab und fühlte sich als Antipode zu Karajan. Seine Erklärung für diese Einstellung war philosophisch: Musik sei keine Konserve, die man festhalten könne, sie lebe im Augenblick der Entstehung. Musik sei auch an den speziellen Raum ihrer Aufführung (etwa an einen speziellen Konzertsaal) gebunden, der Reichtum der Musik, der sich nur im Raum entfalten könne, werde durch jegliche Aufnahme und Lautsprecher-Wiedergabe beschnitten. Er lehnte daher Aufnahmen ab, so dass die ersten CDs (Konzertmitschnitte) erst nach seinem Tod veröffentlicht wurden. Der Penguin Guide schreibt zu Celibidaches Bruckner-Mitschnitten aus dieser Zeit: „Für andere stellen [seine] Exzentrizitäten ein unüberwindliches Hindernis zwischen dem Komponisten und dem Hörer dar … Diese Einspielungen sind schwierig einzuschätzen: für Celibidache-Anhänger sind sie drei Sterne wert, […] andere, verärgert über seine begräbnishaften Tempi, würden nicht einen einzigen vergeben!“
Celibidache war ein großer Verehrer Anton Bruckners, er ist für den Ausspruch „Daß es Bruckner gegeben hat, ist für mich das größte Geschenk Gottes“ bekannt. Bis heute haben seine Interpretationen der Werke Anton Bruckners internationalen Erfolg. Sie wurden auch in der Stiftskirche St. Florian (Bruckners Grab) bei Linz aufgeführt.
Er entwickelte im Kielwasser des Buches Die Grundlagen der Musik im menschlichen Bewusstsein von Ernest Ansermet eine Phänomenologie der Musik.
In den letzten Jahren war Celibidache bekannt für seine langsamen Tempi. Nach seiner Auffassung ließ die Interpretation der von ihm dirigierten Werke keine selbstherrlichen, harten und unbegründeten Effekte in der Musik zu. Er hatte ein großes Publikum weltweit, die Reaktionen auf seinen Dirigierstil waren jedoch zwiespältig und reichten von enthusiastischen Jubelstürmen bis hin zu verständnisloser Kritik. Einer seiner schärfsten Kritiker war der bekannte Münchner Musikkritiker Joachim Kaiser. Dieser warf ihm mangelnde Innenspannung in seinen Interpretationen vor. Celibidache war für seine vielen Proben berüchtigt. Deshalb konnte es auch vorkommen, dass die Interpretation schon bei den Proben ihren Höhepunkt und Transzendenz erreichte und während des Konzerts – aufgrund der starren vorherigen Festlegung der Orchesterstimmen und Phrasierungen durch Celibidache mit wenig Spontanität – eher spannungsarm erklang.
Auf die Frage, was ein Dirigent eigentlich sei, antwortete er einmal: „Jeder Dirigent ist ein verkappter Diktator, der sich glücklicherweise mit der Musik begnügt.“
Bemerkenswert ist, dass sich Celibidache als Dirigent zeitlebens auf Konzerte beschränkte und niemals Opern dirigierte, es gab lediglich Pläne für konzertante Aufführungen von Così fan tutte und Wozzeck (Berg).

## Als Lehrer

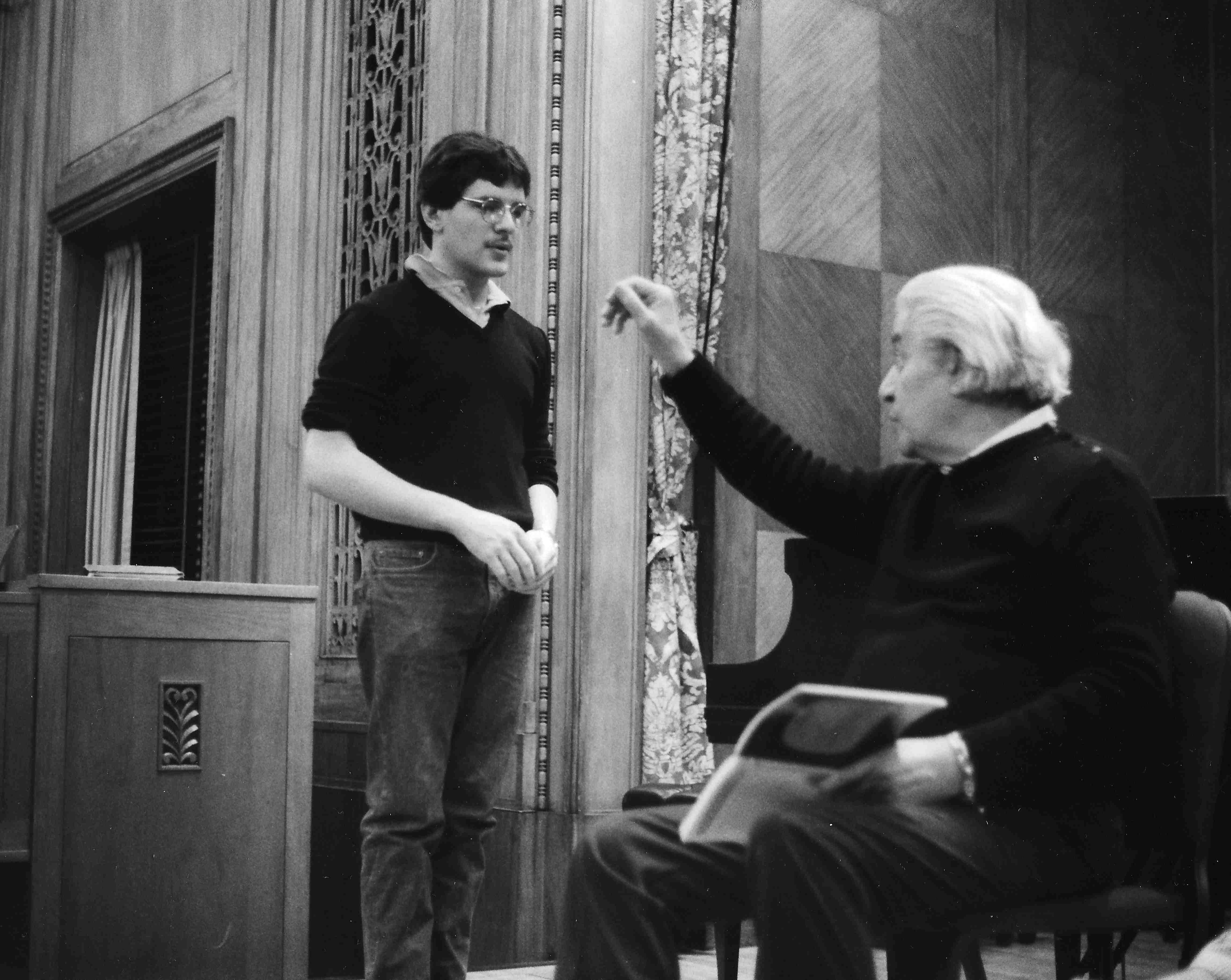
Sergiu Celibidache als Lehrer (1984)

Außer der Arbeit von Ernest Ansermet und von Edmund Husserl spielten der Unterricht von Heinz Tiessen und fernöstliche Weisheitslehren wie Zen-Buddhismus eine große Rolle für Celibidache. Er war Anhänger des deutschen Buddhisten Martin Steinke und versuchte, seine daraus gewonnene Erkenntnis und sein spirituelles Bewusstsein direkt in das Musizieren einzubringen und an seine Schüler zu vermitteln. Er hatte die Absicht, jegliches Ego des Interpreten aus den Werken zu verbannen und allein die Musik klingen zu lassen. Er wehrte sich auch gegen den Begriff „Interpretation“, da dieser Begriff die Individualität und somit das Ego des Dirigenten impliziere, was seiner Meinung nach im organischen Werdeprozess des Werkes nichts verloren hatte. Somit erklangen unter seiner Stabführung vielgespielte Werke, allen voran die Sinfonien von Johannes Brahms und Anton Bruckner, auf eine völlig neue Weise.
Celibidache galt als begnadeter Lehrer und unterrichtete in Seminaren und Kursen an den Universitäten Trier, Mainz, München und Paris sowie in seinem Domizil. Er arbeitete mit Studentenorchestern und der Orchesterakademie Schleswig-Holstein. Sein Unterricht war kostenlos. Bereits zur Zeit seiner Berliner Tätigkeit war er von 1946 bis 1949 Dozent am Internationalen Musikinstitut Berlin, einem der Vorgänger der Universität der Künste Berlin, und unterrichtete etwa fünf Studenten. Ein bekannter Schüler aus dieser Zeit ist Carl August Bünte. Weitere bekannte Schüler sind Eliahu Inbal, der bei ihm 1960–1962 Dirigierkurse absolvierte, der rumänische Musiker Cristian Mandeal, die französische Dirigentin Zahia Ziouani und der italienische Dirigent Gianluigi Gelmetti. Letzterer schrieb als Komponist das Werk Prasanta Atma zum Andenken an seinen Lehrer Sergiu Celibidache. Zu Celibidaches letzten Schülern zählt Rémy Ballot, der Dirigent der Brucknertage St. Florian.

## Auszeichnungen und Nachleben
1953 und noch einmal 1988 wurde Celibidache mit dem Deutschen Kritikerpreis ausgezeichnet, 1970 mit dem internationalen Léonie-Sonning-Musikpreis. Am 28. November 1954 erhielt er das Große Bundesverdienstkreuz für seine „Verdienste beim Wiederaufbau des Berliner Philharmonischen Orchesters nach dem Krieg“, 1992 folgte das Große Verdienstkreuz mit Stern. Im gleichen Jahr wurde Sergiu Celibidache mit der Ehrenbürgerschaft der Stadt München ausgezeichnet. Oft wird behauptet, dass er diese Ehre als erster Ausländer erhielt – tatsächlich besaß Celibidache zu dieser Zeit schon die deutsche Staatsbürgerschaft. Allerdings besaß er aus Verbundenheit zu Berlin, wo er von 1936 bis 1954 lebte, bis zur Wiedervereinigung lediglich den „behelfsmäßigen West-Berliner Personalausweis“. Den Bayerischen Verdienstorden erhielt er am 4. Juli 1991, der Maximiliansorden wurde ihm 1993 verliehen. 1983/84 wurde er mit dem Premio Abbiati ausgezeichnet und 1995 zum Komtur des Ordre des Arts et des Lettres ernannt.
Am 23. Dezember 1999 wurde die Sergiu-Celibidache-Stiftung gegründet, die sich dem Aufbau eines musikalischen Archivs, insbesondere der Kompositionen von Sergiu Celibidache, widmet. Im Oktober 2002 fand in München das 1. Sergiu-Celibidache-Festival statt, im Jahre 2004, ebenfalls in München, das 2. Festival. Veranstaltungsort des 3. Sergiu-Celibidache-Festivals 2006 war Iași in Rumänien.
Im November 2011 wurde das Celibidache Center anlässlich des 100. Geburtstags von Sergiu Celibidache in München gegründet. Der Verein trägt dazu bei, das musikalische Erbe des Maestro zu pflegen und weiter in die Welt zu tragen, und feierte Celibidache im Oktober 2012 mit dem Festival „100 Jahre Celibidache – Das Fest“.

## Trivia
Im Jahr 1976 wurde Celibidache von Fritz Kohlstädt porträtiert. Das 90 × 75 cm² große Ölgemälde befindet sich in Stuttgart im Besitz des Südwestrundfunks. Das Bild trägt unten links die Original-Signatur Celibidaches und unten rechts diejenige des Malers.
In München wurde er liebevoll „Celi“ genannt.

## Spielfilm
In dem Spielfilm Divertimento – Ein Orchester für alle von Marie-Castille Mention-Schaar, in dem Celibidache als Lehrer eine Rolle spielt, wird er von Niels Arestrup dargestellt.

## Schriften
- Über musikalische Phänomenologie. Ein Vortrag und weitere Materialien. Wißner, Augsburg 2008. ISBN 978-3-89639-641-9
- Gedichte und Erzählungen. Texte aus dem Nachlass. Wißner, Augsburg 2012. ISBN 978-3-89639-889-5

## Film
- Sergiu Celibidache – Feuerkopf und Philosoph, Dokumentarfilm von Norbert Busè im Auftrag des ZDF und arte von Studio.TV.Film, Juni 2012
- Sergiu Celibidache und die Berliner Philharmoniker, Dokumentarfilm von Holger Preusse und Philipp Quiring im Auftrag von ZDF/ARTE, sounding images GmbH, 2023, als Teil der Reihe „Sternstunden der Musikgeschichte“[15]